# Sol och jord och luft och hav
Sol och jord och luft och hav är en psalm med text skriven 1970 av Anders Frostenson och musik skriven 1982 av Torgny Erséus.

## Publicerad i
- Psalmer och Sånger 1987 som nr 710 under rubriken "Tillsammans i världen".[1]